# Ајзенштајнов критеријум
У математици, Ајзенштајнов критеријум представља довољан услов да се каже да је неки полином нерастављив над скупом реалних бројева (или еквивалентно, над скупом целих бројева; види Гаусова лема). 
Претпоставимо да имамо следећи полином са целобројним коефицијентима.
{\displaystyle f(x)=a_{n}x^{n}+a_{n-1}x^{n-1}+\cdots +a_{1}x+a_{0}.\,}
Претпоставимо да постоји прост број p, такав да
- дели сваки  за
- не дели
- не дели .

Тада је f(x) нерастављив.

## Примери
Посматрајмо .
Тестирамо просте бројеве p: за p = 2, 2 не дели 15 а за p = 3, 3 не дели 10. Узимање p = 5 функционише, јер 5 дели 15, коефицијент од x, и 10, коефицијент уз . Такође, 5 не дели 3, водећи коефицијент. Коначно, 25 = 52 не дели 10.
Значи, закључујемо да је g(x) нерастављив.
У неким случајевима није јасно који прост број да се узме, али се то може открити заменом променљиве y = x + a.
На пример, узмимо . Ово изгледа тешко, јер ниједан прост број не дели 1, коефицијент уз x. Али ако заменимо h(x) са  видимо одмах да прост број 7 дели коефицијент уз x и коефицијент уз , и да 49 не дели 14. Тако смо увођењем смене задовољили Ајзенштајнов критеријум.